# 화당로 (제천 원주)
화당로(Hwangdang-ro)은 충청북도 제천시 백운면에서 시작하여, 강원특별자치도 원주시 귀래면을 거쳐 연결하는 도로이다.

## 역사
- 2009년 12월 10일 : 2개 이상 시·도에 걸쳐 있는 도로로 화당로를 고시[1]

## 노선 경로
| 이름              | 접속 노선 | 소재지   | 소재지   | 비고     |
| 구학산로          | 구학산로  | 구학산로 | 구학산로 | 구학산로 |
| ----------------- | --------- | -------- | -------- | -------- |
| 화당교            |           | 제천시   | 백운면   |          |
| 화당초등학교      |           | 제천시   | 백운면   |          |
| 화당리 다목적회관 |           | 제천시   | 백운면   |          |
| 도덕교            |           | 제천시   | 백운면   |          |
| 대호지교          |           | 제천시   | 백운면   |          |
| 귀래면            |           | 원주시   | 귀래면   |          |
| 내창로와 직결     |           |          |          |          |

- 삼거리 명칭 미상 - 구학산로 (지방도 제402호선)
- 삼거리 명칭 미상 - 내창로 (지방도 제531호선)

## 관할 구역
- 충청북도
  - 제천시
- 강원특별자치도
  - 원주시

## 같이 보기
- 척산화당로